# Жанна II де Дрё

Графство Дрё на карте северной Франции

Жанна II де Дрё (фр. Jeanne II de Dreux; 1309 — 1355) — графиня Дрё с 1346 года, дама де Сен-Валери и де Гамаш.
Дочь Жана II, графа Дрё, и Перенеллы де Сюлли.
Унаследовала графство Дрё после смерти своей годовалой племянницы Жанны I (10/07/1345 — 22/08/1346).
В 1330 году вышла замуж за Луи I, виконта де Туара (ум. 1370). Дети:
- Симон де Туар (ум. 1365), граф Дрё
- Перонелла де Туар (ум. 1397), графиня Дрё
- Изабо де Туар (ум. 1397), графиня Дрё
- Маргарита де Туар (ум. 1397), графиня Дрё.

Единственный сын Жанны II Симон де Туар был убит на турнире в 1365 году. Дрё перешло к его сёстрам. Они в 1377—1378 годах продали графство французскому королю.